# Eve (rapper)
Eve Jihan Jeffers (Filadélfia, 10 de novembro de 1978) é uma rapper, cantora e atriz estadunidense. Eve começou sua carreira no grupo feminino adolescente EDGP, adotando o nome Gangsta. Depois disso, começou sua carreira solo com o alter-ego Eve of Destruction, no qual não obteve sucesso. Depois de conhecer Dr. Dre, produziu sua demo tape no estado da Califórnia. Em 1999, assinou um contrato com a gravadora Ruff Ryders Records.
No mesmo ano, lançou seu álbum de estreia, Let There Be Eve...Ruff Ryders' First Lady, que alcançou a primeira colocação da Billboard 200, feito que repetiu-se com seu segundo lançamento dois anos depois, Scorpion, no qual deu mais notoriedade à cantora. Seu último álbum até a data, Eve-Olution foi lançado em 2002, e mostra a sinceridade e feminilidade da cantora, e alcançou a sexta posição nos Estados Unidos. Entre 2007 e 2010, a cantora enfrentou dois cancelamentos de álbuns. Em 2012, Eve prepara-se para o lançamento de seu quarto álbum.
Como atriz, ela já realizou dezesseis trabalhos. Eve participou de uma série de televisão chamada Eve, como a protagonista Shelley Williams. Ela também obteve sucesso na moda, com uma linha de roupas chamada "Fetish", que foi lançada no outono de 2004. Eve já conquistou vários prêmios ao longo de sua carreira. Ela ganhou um Grammy Award por Best Rap/Sung Collaboration, pela canção "Let Me Blow Ya Mind", com participação da cantora Gwen Stefani. Além deste, é vencedora de um MTV Movie Award, um BET,, um NAACP Image Award, entre outros. Eve foi classificada na quadragésima-sexta posição na lista da VH1, "50 Greatest Women of the Video Era".

## Biografia
Eve nasceu na Filadélfia, no estado estado-unidense da Pensilvânia, filha de Julia Wilch-Jeffers, uma supervisora de empresas, e Jerry Jeffers, um supervisor de fábrica de produtos químicos. A cantora foi participante do grupo EDGP (Egypt), com outras estudantes da escola onde estudava, adotando o apelido Gangsta, fazendo pequenas apresentações com o grupo. Com o fim deste, ela adotou o nome de Eve of Destruction, e mudou-se para o Bronx, Nova Iorque, para ajudar na reconciliação do casamento de sua mãe; ela também apresentou-se como dançarina em uma casa de strip-tease.
A primeira grande oportunidade apareceu quando, amigos próximos de Eve, apresentaram-na para o produtor Dr. Dre, quem ajudou-a a produzir sua fita demo em Los Angeles, Califórnia. Eve começa então, a ter os primeiros contatos com a indústria fonográfica. E após conhecer o rapper DMX, vinculou-se à gravadora Ruff Ryders Entertainment, já se destacando como a primeira artista mulher a assinar com a empresa especializada em hip-hop.

## Carreira artística

### Álbum de estreia eScorpion

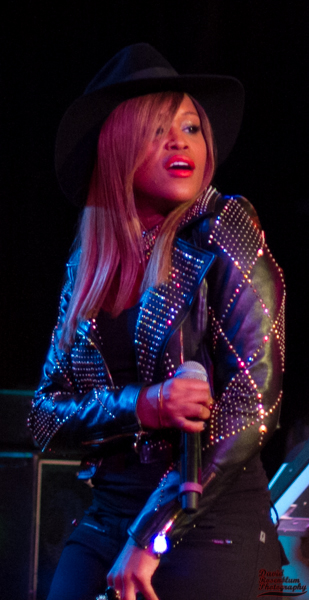
Eve se apresentando em 2013

Em 1999, agora só como Eve, estreia seu primeiro álbum Let There Be Eve...Ruff Ryders' First Lady, que conquistou um disco duplo de platina, com o hit "Gotta Man" ocupando o primeiro lugar no Top 200 da Billboard. Após receber elogios de Missy Elliott. Em 2001 lança Scorpion, indicado ao Grammy e premiado pela faixa "Let Me Blow Ya Mind", como melhor música de rap cantada em parceria com Gwen Stefani (No Doubt). O estilo ousado de Eve ao misturar rock, funk, hip-hop e heavy metal nas suas canções, adota um novo modelo musical com forte apelo comercial, o gangsta rap (hardcore-rap), com um som pesado, letras abrasivas e sem deixar de lado a linguagem chula.

### Eve-Olution, filmes e série de televisão
O ano de 2002, marca e afirma o rosto de Eve na mídia, principalmente depois de estrelar dois filmes como atriz: Triplo X, com Vin Diesel e Barbershop, em qual concorreu como atriz revelação no MTV Movie Awards 2003, e o lançamento do terceiro álbum, Eve-Olution, como o próprio nome diz, um trabalho mais completo e evoluído que expõe toda a sinceridade e feminilidade dessa cantora que a cada ano, demonstra seu amadurecimento com todas as experiências vividas no passado. Em 2003, a rapper começa a filmar a série de televisão da UPN, Eve, interpretando a protagonista Shelley Williams.

### Trabalhos cancelados e quarto álbum de estúdio
Em 2007, Eve começou a trabalhar no álbum Here I Am. Em Maio de 2007, a revista XXL ouviu seis canções gravadas para o álbum. Cinco delas, foram produzidas por Swizz Beatz, incluindo os singles "Tambourine" e "Give It To You". Pharrell Williams produziu "All Night Long". Em contraste com a maioria das faixas, Eve canta e não canta em "All Night Long". XXL publicou uma revisão do original de Here I Am, em julho. No entanto, o álbum enfrentou uma série de atrasos devido à mudança organizacional na gravadora e descontentamento com o fracasso dos singles, "Tambourine" e "Give It to You". Here I Am estava para ser lançado em 11 de Setembro de 2007, e depois adiado para 16 de Outubro, mas nunca foi lançado. O projeto foi rebatizado de Flirt, mas não foi lançado/terminado.

## Discografia
- Let There Be Eve...Ruff Ryders' First Lady (1999)
- Scorpion (2001)
- Eve-Olution (2002)
- Lip Lock (2013)

### Singles
Solo
| Ano  | Música                                     | US Hot 100 | US R&B | US Rap | UK Singles Chart | Álbum                                      |
| ---- | ------------------------------------------ | ---------- | ------ | ------ | ---------------- | ------------------------------------------ |
| 1999 | "Who Ya Want" (feat. Nokio)                | 29         | 9      | –      | –                | Let There Be Eve...Ruff Ryders' First Lady |
| 1999 | "Gotta Man"                                | 26         | 10     | 8      | –                | Let There Be Eve...Ruff Ryders' First Lady |
| 1999 | "Love is Blind" (feat. Faith Evans)        | 34         | 11     | –      | –                | Let There Be Eve...Ruff Ryders' First Lady |
| 2001 | "Who's That Girl?"                         | 47         | 16     | 5      | 6                | Scorpion                                   |
| 2001 | "Let Me Blow Ya Mind" (feat. Gwen Stefani) | 2          | 6      | 10     | 4                | Scorpion                                   |
| 2002 | "Gangsta Lovin'" (feat. Alicia Keys)       | 2          | 2      | 2      | 6                | Eve-Olution                                |
| 2003 | "What" (feat. Truth Hurts)                 | -          | -      | -      | -                | Eve-Olution                                |
| 2003 | "Satisfaction"                             | 27         | 22     | 8      | 20               | Eve-Olution                                |
| 2007 | "Tambourine" (feat. Swizz Beatz)           | 37         | 19     | 10     | 18               | —                                          |
| 2007 | "Give It to You" (feat. Sean Paul)         | 114        | –      | –      | –                | —                                          |

Participação em singles
| Ano  | Música                                | Posições nas paradas | Posições nas paradas | Posições nas paradas | Posições nas paradas | Álbum                     |
| Ano  | Música                                | U.S. Hot 100         | U.S. R&B             | U.S. Rap             | UK Singles Chart     | Álbum                     |
| ---- | ------------------------------------- | -------------------- | -------------------- | -------------------- | -------------------- | ------------------------- |
| 2004 | "Rich Girl" (Gwen Stefani feat. Eve)  | 7                    | 78                   | –                    | 4                    | Love. Angel. Music. Baby. |
| 2005 | "1 Thing (remix)" (Amerie feat. Eve)  | 8                    | 1                    | –                    | 4                    | Touch                     |
| 2007 | "Like This" (Kelly Rowland feat. Eve) | 30                   | 7                    | –                    | 4                    | Ms. Kelly                 |
| 2011 | "Speechless" (Alicia Keys feat. Eve)  | 30                   | 7                    | –                    | 4                    | TBA                       |

### Videoclipes
- 1999 - "Love Is Blind"
- 2001 - "Who's That Girl"
- 2001 - "Let Me Blow Ya Mind"
- 2002 - "Gangsta Lovin'"
- 2002 - "Satisfaction"
- 2007 - "Tambourine"
- 2007 - "Give It To You" (feat. Sean Paul)

## Filmografia

### Series
| Ano       | Título                              | Personagem                     | Notas                  |
| --------- | ----------------------------------- | ------------------------------ | ---------------------- |
| 1999-2005 | Third Watch                         | Yvette Powell                  | Convidada/Participação |
| 2003      | Spider-Man: The New Animated Series | Felicia/Gata Negra             | Convidada/Participação |
| 2004      | One on One                          | Ida                            |                        |
| 2003-2006 | Alfinetadas                         | Michelle "Shelly" Willians/Eve | Protagonista           |
| 2009      | Numb3rs                             | La-La Buendia                  |                        |
| 2009      | Glee                                | Grace Hitchens                 |                        |
| 2010      | Double exposure                     | Atriz                          |                        |
| 2011      | Single Ladies                       | Eve                            |                        |

### Filmes
| Ano  | Título                         | Personagem       | Notas        |
| ---- | ------------------------------ | ---------------- | ------------ |
| 2002 | Barbershop                     | Terri Jones      |              |
| 2002 | Triplo X                       | J.J              |              |
| 2004 | O Lenhador                     | Mary-Kay         |              |
| 2004 | Barbershop 2: Back in Business | Terri Jones      |              |
| 2004 | The Cookout                    | Becky            |              |
| 2008 | Reflexos da Inocência          | Ophelia Franklin |              |
| 2009 | Whip It                        | Rosa Sparks      |              |
| 2009 | Good Hair                      | Ela Mesma        |              |
| 2010 | 4.3.2.1                        | Latisha          |              |
| 2011 | Gumball 3000: LDN 2 NYC        | Ela Mesma        | Documentário |
| 2012 | Gumball 3000: Number 13        | Ela Mesma        | Documentário |
| 2013 | Bounty Killer                  | Mocha Sujata     |              |
| 2013 | All Wifed Out                  | Natalie          |              |
| 2014 | Animal                         | Barbara          |              |
| 2016 | Barbershop: The Next Cut       | Terri Jones      |              |